# Frank Gill (ornitólogo)
Frank Bennington Gill (Nueva York; 2 de octubre de 1941) es un ornitólogo americano con un interés mundial en la investigación y la experimentación en el mundo de las aves. Es quizás más conocido como el autor del libro de texto Ornitología (3.ª edición, 2006), el principal libro de texto en este campo.
Gill se crio en Teaneck, New Jersey. El mismo declaró que se empezó a interesar por las aves cuando tenía siete años, cuándo su abuelo, Frank Rockingham Downing, le mostró un gorrión melódico tomando un baño. Esta fue el primera vez que vio un ave con unos prismáticos, "y se quedó enganchado".
Tras concluir su doctorado en zoología en 1969 en la Universidad de Míchigan (dónde también completó su grado), Gill se unió al departamento de ornitología en la Academia de Ciencias Naturales en Filadelfia. Desde 1969 a 1995, Gill ha sido miembro de su personal a tiempo completo de la academia, donde ocupó diversos puestos durante su estancia, incluyendo que de presidente del Departamento de Ornitología y vicepresidente para biología evolutiva y sistemática. Durante su tiempo en la academia, Gill se encargó de restablecer la posición de la academia como uno de los principales centros estadounidenses en la investigación en ornitología. Esto se puso de manifiesto a través del trabajo de Gill como director fundacional del programa VIREO (Recursos Visuales en Ornitología) y su trabajo como el editor de la serie enciclopédica Pájaros de América del Norte, Historias vivas para el siglo XXI  (Birds of North America, Life Histories for the 21st Century, nombre original en inglés). En 1988  le fue concedida la medalla Eisenmann de la sociedad Linnaean de Nueva York. Desde 1996, Gill ha continuado su relación con la academia como investigador asociado .
Posteriormente, Gill ocupó el cargo el presidente de la Unión de Ornitólogos Americanos (American Ornithologists' Union (OUA)) de 1998 a 2000. Además su aclamado libro de texto, Gill ha publicado más de 150 artículos científicos y de divulgación. Sus programas mundiales de estudios incluyen estudios de campo de aves insulares, hibridación de reinita aliazul y reinita alidorada, estrategias de alimentación de suimangas de África y de ermitaños (colibríes) de Centroamérica, y filogenia a través de ADN de carboneros del mundo. Por sus contribuciones en ornitología, le concedieron el premio William Brewster, el mayor honor otorgado por la AOU. Además, Gill es un miembro electo del Congreso Ornitológico Internacional , así como el coautor, junto con Minturn Wright, de Aves del Mundo: Nombres recomendados en inglés (Birds of the World: Recommended English Names) (2006). Desde 1994 ha liderado el esfuerzo internacional para utilizar un conjunto único de nombres ingleses y científicos de todas las especies de aves del mundo.
Las contribuciones de Gill incluyen un liderazgo en un programa innovador combinado con un compromiso personal para comprometer el público general en la ornitología a través de "ciencia ciudadana". Fue pionero en el  “cyberbirding”—el uso del internet para iniciativas a nivel nacional de "ciencia ciudadana" que—incluyen la conversión del clásico Conteo Navideño Anual (Christmas Bird Count) a tecnología moderna. También le fue otorgada, junto a sus colegas del Laboratorio de Ornitología de Cornell (Cornell Lab of Ornithology) , la patente de los EE. UU. Núm. 6.772.142 a su aplicación de software de internet para traducir datos de georreferenciacón en línea a una base de datos interactiva. Con tales herramientas, él y sus colegas crearon el Conteo de Aves del patio trasero (Great Backyard Bird Count)  y después la iniciativa de Audubon y el Cornell Laboratorio de Ornitología eBird .
En 1996, Gill fue nombrado director científico y vicepresidente sénior de la Sociedad Nacional Audubon (National Audubon Society), puesto que abandonó en 2004. En Audubon, abanderó el proyecto nacional de IBAs (Important Bird Areas) proyecto en colaboración con  BirdLife Internacional. En 2007,  fue elegido para el Consejo de administración del Nacional Audubon Sociedad y ha ocupado el cargo de presidente interino y CEO (2010). Ha sido citado en un número de reportajes de interés relativos a las aves.

## Literatura
- William Edwin Davis, Jerome Un. Jackson: Contribuciones a la Historia de Ornitología norteamericana, Nuttall Ornithological Club, 1995. p. 21, ISBN 978-1-877973-36-9